# Chalcophaps
Chalcophaps é um gênero de aves da família Columbidae.
As seguintes espécies são reconhecidas:
- Chalcophaps indica (Linnaeus, 1758)
- Chalcophaps longirostris (Gould, 1848)
- Chalcophaps stephani (Pucheran, 1853)